# 마리나 수마
마리나 수마(Marina Suma, 1959년 11월 4일 ~ )는 이탈리아의 배우이다.